# The Paradise
The Paradise (em Portugal, O Paraíso) é uma série histórica de género dramático,
estreada a 25 de setembro de 2012 no Reino Unido pela BBC One .
É uma adaptação da novela "Au Bonheur des Dames" (O Paraíso das Damas) do escritor Émile Zola mas tendo o cenário sido adaptado para o Norte da Inglaterra.
Em Portugal a série estreou através da RTP 2 no dia 4 de janeiro de 2015. A série é transmitida semanalmente aos domingos. Foi repetida diariamente a partir de Março de 2016. A série foi cancelada em 2016.

## Argumento
The Paradise conta a história de Denise, uma jovem que se muda para uma cidade do noroeste de Inglaterra em 1870 com a esperança de que o seu tio lhe dê trabalho na loja que gere. No entanto, ao chegar apercebe-se que este e outros pequenos negócios estão perto da ruína após a abertura dos grandes armazéns "The Paradise" e é neste maravilhoso estabelecimento onde acaba por encontrar emprego. A sua simpatia e a sua inata capacidade para as vendas acabam por chamar a atenção de Moray, o jovem dono do negócio que depende financeiramente do Senhor Glendenning, cuja filha Katherine está decidida a casar-se com Moray.

## Produção
A série é gravada em Lambton Castle, que se converteu num dos grandes armazéns de luxo dos anos 1870. Ao lado, foi construída uma rua vitoriana com lojas e uma taberna. Para a casa do senhor Glendenning foi utilizado Biddick Hall, também no estado de Lambton.

## Série
| Temporada | Temporada | Episódios | Estreia (UK)           | Final (UK)             | Portugal             | Portugal                | Portugal |
| Temporada | Temporada | Episódios | Estreia (UK)           | Final (UK)             | Estreia              | Final                   |          |
| --------- | --------- | --------- | ---------------------- | ---------------------- | -------------------- | ----------------------- | -------- |
|           | 1         | 8         | 25 de setembro de 2012 | 13 de novembro de 2012 | 4 de janeiro de 2015 | 22 de fevereiro de 2015 |          |
|           | 2         | 8         | 20 de outubro de 2013  | 8 de dezembro de 2013  | -                    | -                       |          |

### Primeira temporada (2012)
| N.º | Título original | Diretor(es) | Guionista(s)    | Estreia no Reino Unido | Estreia em Portugal     | Estreia em Espanha  |
| --- | --------------- | ----------- | --------------- | ---------------------- | ----------------------- | ------------------- |
| 1   | «Episode 1»     | Marc Jobst  | Bill Gallagher  | 25 de setembro de 2012 | 4 de janeiro de 2015    | 31 de março de 2013 |
| 2   | «Episode 2»     | David Drury | Bill Gallagher  | 2 de outubro de 2012   | 11 de janeiro de 2015   | 31 de março de 2013 |
| 3   | «Episode 3»     | David Drury | Gaby Chiappe    | 9 de outubro de 2012   | 18 de janeiro de 2015   | 7 de abril de 2013  |
| 4   | «Episode 4»     | Sue Tully   | Bill Gallagher  | 16 de outubro de 2012  | 25 de janeiro de 2015   | 14 de abril de 2013 |
| 5   | «Episode 5»     | Marc Jobst  | Bill Gallagher  | 23 de outubro de 2012  | 1 de fevereiro de 2015  | 14 de abril de 2013 |
| 6   | «Episode 6»     | Sue Tully   | Bill Gallagher  | 30 de outubro de 2012  | 8 de fevereiro de 2015  | 21 de abril de 2013 |
| 7   | «Episode 7»     | Marc Jobst  | Katie Baxendale | 6 de novembro de 2012  | 15 de fevereiro de 2015 | 28 de abril de 2013 |
| 8   | «Episode 8»     | David Drury | Bill Gallagher  | 13 de novembro de 2012 | 22 de fevereiro de 2015 | 28 de abril de 2013 |

### Segunda temporada (2013)
| N.º | Título original | Diretor(es)    | Guionista(s)   | Estreia no Reino Unido | Estreia em Portugal | Estreia em Espanha |
| --- | --------------- | -------------- | -------------- | ---------------------- | ------------------- | ------------------ |
| 1   | «Episode 1»     | David Drury    | Bill Gallagher | 20 de outubro de 2013  | -                   | -                  |
| 2   | «Episode 2»     | David Drury    | Bill Gallagher | 27 de outubro de 2013  | -                   | -                  |
| 3   | «Episode 3»     | David Drury    | Gaby Chiappe   | 3 de novembro de 2013  | -                   | -                  |
| 4   | «Episode 4»     | Kenny Glenaan  | Bill Gallagher | 10 de novembro de 2013 | -                   | -                  |
| 5   | «Episode 5»     | David Drury    | Bill Gallagher | 17 de novembro de 2013 | -                   | -                  |
| 6   | «Episode 6»     | Bill Gallagher | Bill Gallagher | 24 de novembro de 2013 | -                   | -                  |
| 7   | «Episode 7»     | David Drury    | Ben Harris     | 1 de dezembro de 2013  | -                   | -                  |
| 8   | «Episode 8»     | David Drury    | Gaby Chiappe   | 8 de dezembro de 2013  | -                   | -                  |

## Elenco
- Emun Elliott como John Moray.
- Joanna Vanderham como Denise Lovett.
- Elaine Cassidy como Katherine Glendenning.
- Sarah Lancashire como Madame Audrey.
- Matthew McNulty como Dudley.
- Peter Wight como Edmund Lovett, tio de Denise.
- David Hayman como Jonas.
- Stephen Wight como Sam.
- Sonya Cassidy como Clara.
- Ruby Bentall como Pauline.
- Finn Burridge como Arthur.
- Patrick Malahide como Senhor Glendenning.

## Personagens

### Personagens principais
| Personagem                     | Interpretado por | Baseado em            | Temporadas  | Temporadas  |
| Personagem                     | Interpretado por | Baseado em            | 1           | 2           |
| ------------------------------ | ---------------- | --------------------- | ----------- | ----------- |
| Denise Lovett                  | Joanna Vanderham | Denise Baudu          | Elenco fixo | Elenco fixo |
| Edmund Lovett                  | Peter Wight      | Baudu                 | Elenco fixo | Elenco fixo |
| John Moray                     | Emun Elliott     | Octave Mouret         | Elenco fixo | Elenco fixo |
| Dudley                         | Matthew McNulty  | Bourdoncle            | Elenco fixo | Elenco fixo |
| Jonas Franks                   | David Hayman     | Jouve                 | Elenco fixo | Elenco fixo |
| Miss Audrey                    | Sarah Lancashire | Madame Aurélie Lhomme | Elenco fixo | Recorrente  |
| Clara                          | Sonya Cassidy    | Clara Prunaire        | Elenco fixo | Elenco fixo |
| Sam                            | Stephen Wight    | Hutin & Deloche       | Elenco fixo | Elenco fixo |
| Arthur                         | Finn Burridge    | /                     | Elenco fixo | Elenco fixo |
| The Hon. Katherine Glendenning | Elaine Cassidy   | Madame Desforges      | Elenco fixo | Elenco fixo |
| Lord Glendenning               | Patrick Malahide | Baron Hartmann        | Elenco fixo |             |
| Pauline                        | Ruby Bentall     | Pauline Cugnot        | Elenco fixo |             |
| Susy Bell                      | Katie Moore      | /                     |             | Elenco fixo |
| Myrtle                         | Lisa Millett     | /                     |             | Elenco fixo |
| Tom Weston                     | Ben Daniels      | /                     |             | Elenco fixo |
| Flora Weston                   | Edie Whitehead   | /                     |             | Elenco fixo |

## Ficha Técnica
- Título original : The Paradise
- Criador : Bill Gallagher
- Realização : David Drury (3 episódios), Marc Jobst (3 episódios), Susan Tully
- Argumento : Bill Gallagher (temporada 1), Katie Baxendale (1 episódio), Gaby Chiappe (1 episódio). Cenário baseado no romance de Au Bonheur des Dames d'Émile Zola.
- Direção artistica : Kat Law
- Produção : Simon Lewis, Susan Hogg
- Sociedades de produção : BBC Drama Productions
- Música : Maurizio Malagnini
- País de origem : Reino Unido
- Idioma original : inglês
- Formato : cor
- Género : drama
- Duração : 60 minutos

## Banda sonora
A banda sonora foi composta por Maurizio Malgnini para a série, foi realizada por Silva Screen Records a 26 de agosto de 2013. A música foi tocada pela BBC Concert Orchestra e gravada nos Air Studios, Lyndhurst Hall, Londres, Reino Unido. A banda sonora ganhou um Music + Sound Award 2013.

### Lista de faixas
| The Paradise - Original Television Soundtrack |                                    |         |  |
| N.º                                           | Título                             | Duração |  |
| 1.                                            | "The Paradise Lovebirds"           |         |  |
| 2.                                            | "The Portrait"                     |         |  |
| 3.                                            | "Children Arrive At The Paradise"  |         |  |
| 4.                                            | "Impossible Love"                  |         |  |
| 5.                                            | "I Will Ruin You"                  |         |  |
| 6.                                            | "Reception Waltzer"                |         |  |
| 7.                                            | "Opening The Doors"                |         |  |
| 8.                                            | "We Will Never Know"               |         |  |
| 9.                                            | "Denise Is Entering The Paradise"  |         |  |
| 10.                                           | "Shopgirls"                        |         |  |
| 11.                                           | "Trailer And End Credits"          |         |  |
| 12.                                           | "I Have Married The Wrong Man"     |         |  |
| 13.                                           | "Sam Is Innocent"                  |         |  |
| 14.                                           | "Miss Paradise Pink"               |         |  |
| 15.                                           | "Pauline's Theme"                  |         |  |
| 16.                                           | "Miss Audrey And Ladieswear"       |         |  |
| 17.                                           | "Perfume From Morocco"             |         |  |
| 18.                                           | "Sam Could Lose Everything"        |         |  |
| 19.                                           | "Audrey And The Baby"              |         |  |
| 20.                                           | "Denise And Moray"                 |         |  |
| 21.                                           | "Lord Glendenning Owns Everything" |         |  |
| 22.                                           | "Miss Audrey Is Unwell"            |         |  |
| 23.                                           | "The Dark Lake And Jonas"          |         |  |
| 24.                                           | "Katherine And Moray"              |         |  |
| 25.                                           | "The Wedding Veil"                 |         |  |

## Lançamentos em DVD e Blu-Ray

### DVD
- A primeira temporada foi lançada pela BBC Worldwide na região 2 num pack composto por 3 discos a 3 de dezembro de 2012.[7]

- A segunda temporada foi lançada pela 2Entertain na região 2 num pack composto por 3 discos a 9 de dezembro de 2013.

- A primeira e segunda temporada foram lançadas num único pack pela 2Entertain com 6 discos a 9 de dezembro de 2013.

### Blu-ray
- A primeira temporada foi lançada pela BBC Home Entertainment na zona A num único pack composto por 2 discos a 12 de novembro de 2013.[8]

## Transmissões internacionais
Data da primeira transmissão:
| País           | Data                    | Canal     | Denominação                              |
| -------------- | ----------------------- | --------- | ---------------------------------------- |
| Reino Unido    | 25 de setembro de 2012  | BBC One   | The Paradise                             |
| Espanha        | 31 de março de 2013     | Telecinco | Galerías Paradise                        |
| Hungria        | 9 de abril de 2013      | M1        | Hölgyek öröme                            |
| Suécia         | 21 de julho de 2013     | -         | Damernas paradis                         |
| Alemanha       | 8 de agosto de 2013     | Servus TV | The Paradise - Haus der Träume           |
| Finlândia      | 6 de setembro de 2013   | Yle       | Naisten paratiisi                        |
| Estados Unidos | 6 de outubro de 2013    | PBS       | The Paradise                             |
| Canadá         | 21 de dezembro de 2013  | ARTV      | Bienvenue au paradis                     |
| Dinamarca      | 18 de fevereiro de 2014 | DR1       | Stormagasinet                            |
| Itália         | 14 de setembro de 2014  | Laeffe    | The Paradise - Al paradiso delle signore |
| Rússia         | -                       | -         | Дамское счастье                          |
| Portugal       | 4 de janeiro de 2015    | RTP 2     | O Paraíso                                |